# Kennedy Island
Kennedy Island är en ö i Kanada.   Den ligger i North Coast Regional District och provinsen British Columbia, i den sydvästra delen av landet, 3 900 km väster om huvudstaden Ottawa. Arean är 45 kvadratkilometer.
Terrängen på Kennedy Island är kuperad. Öns högsta punkt är 719 meter över havet. Den sträcker sig 10,8 kilometer i nord-sydlig riktning, och 6,2 kilometer i öst-västlig riktning.
Klimatet i området är tempererat. Årsmedeltemperaturen i trakten är 3 °C. Den varmaste månaden är juli, då medeltemperaturen är 11 °C, och den kallaste är januari, med −2 °C.